# М'яз-звужувач зіниці

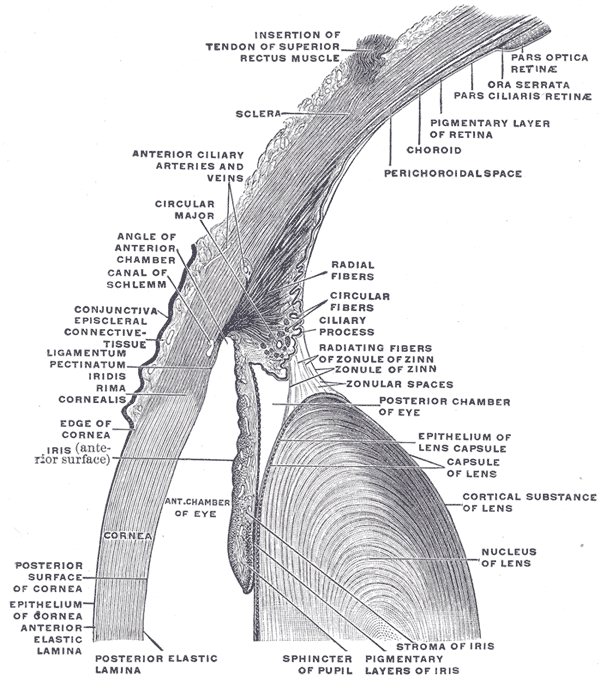
Сагітальний переріз верхньої частини очного яблука

М'яз-звужувач зіниці або сфінктер зіниці (лат. musculus sphincter pupillae) — внутрішньоочний м'яз, що звужує зіницю.
У медичній практиці звуження зіниці називається міоз, розширення — мідріаз.
М'яз-звужувач зіниці знаходиться в задній частині тіла райдужки, навколо зіниці. Розміри м'яза 0,75 мм в ширину, товщина — 0,15 мм.
Антагоністом м'яза-звужувача зіниці є м'яз-розширювач зіниці, який теж знаходиться в стромі райдужки.

## Інервація
Інервується парасимпатичними волокнами, що беруть початок від додаткового ядра окорухового нерву або ядра Едінгера-Вестфаля (ІІІ пара черепно-мозкових нервів). В циліарному вузлі відбувається переключання прегангліонарних волокон на постгангліонарні. Постгангліонарні волокна виходять із циліарного вузла у вигляді коротких циліарних гілок (nervi ciliares breves) і проникають через білкову оболонку ока.

## Клінічне значення
Параліч м'яза звужувача зіниці може бути проявом синдрому Ейді-Холмса (пупілотонія). Зіниця при цьому розширюється і не реагує на попадання світла (абсолютно ригідна зіниця). Причина захворювання точно не встановлена, але існує припущення, що синдром виникає через зміни в парасимпатичних постгангліонарних волоках.